# Vrbanjci
Vrbanjci (szerbül: Врбањци), falu Bosznia-Hercegovinában, a Bosanska Krajina keleti részén, Kotor-Varoš községben, a Szerb Köztársaságban. 

## Fekvése
A település Bosznia-Hercegovina északi részén, Banja Lukától légvonalban 27, közúton 39 km-re délkeletre, községközpontjától légvonalban 5, közúton 7 km-re délkeletre, a Vrbanja-folyó jobb partján, a Bosanka-patak torkolatától délre, 310-400 méteres magasságban található. Fő településrészei: Čirkino Brdo, Dabovci, Donji vrbanjci, Gornji Dabovci, Hanifići, Rujevica, Sakani, Šipure és Vrbanjci. A településen áthalad a Banja Lukát Dobojjal összekötő M4-es autóút.

## Népessége
| Nemzetiségi csoport | Népesség 1991 | Népesség 2013 |
| ------------------- | ------------- | ------------- |
| Szerb               | 658           | 813           |
| Bosnyák             | 1468          | 1039          |
| Horvát              | 799           | 199           |
| Jugoszláv           | 41            | 0             |
| Egyéb               | 9             | 15            |
| Összesen            | 2975          | 2066          |

## Története
Az írott források szerint a Vrbanja völgyében az első települések a neolitikumból származnak. Ezt a területet azután az i. e. 4. században illírek lakták. Az ókor végén az Orbász, a Vrbanja és a Szana völgyét a maezei illír törzs (maezaei, maizaioi, mazaioi) lakta. Az illírek közel egy évszázados ellenállása után az 1. században ezt a térséget is elfoglalták a rómaiak, akik fokozatosan elnyomták az illíreket és asszimilálták őket. Besorozták őket a hadseregükbe, köztük a haditengerészetbe. Ebből az időszakból több lelőhely is utal római épületekre.
A délszlávok csak a 7. században telepedtek le a Vrbanja völgyében, ahol a többség a rómaiakkal keveredett illír bennszülött volt. A bennszülöttekkel keveredve utódaik a modern korig megmaradtak. A Balkán elszlávosítása a 10. században fejeződött be, és létrejöttek az első délszláv államok, köztük az első boszniai állam. A község területén talált večići és šipragei travertin stećak sírkövek egy óboszniai településről tanúskodnak (legkésőbb a 12. századból). A legközelebbi stećak sírkövekkel rendelkező középkori temető Večići nekropolisza, mely a Trzan-hegyen található, ahol állítólag egykor Szent Illés bogumil temploma állt.
A dukljai pap krónikája szerint a 12. század közepén Boszniában volt többek között Uskoplje, Pljeva és Luka plébánája. Az első írásos dokumentumok a Vrbanja völgyében lévő településekről 1322-ből, 1323-ból és 1412-ből származnak. II. István bosnyák bán (1322–1353) oklevele szerint Danica és Vrbanja plébániáit Ključ és Kotor városokkal együtt 1322-ben Vukosav Hrvatinić kapta tulajdonába, miután az segítette a bánt a hatalom átvételében a Babonićokkal vívott konfliktusban. Később, 1404-ben ezt a feudális birtokot kibővítette Hrvoje Vukčić Hrvatinić, aki Donji Kraj (az Orbásztól a Szanáig húzódó terület) urának titulálta magát, melyhez Vrbanja völgye is tartozott. A magyar királyok ugyan megpróbálták meghódítani Boszniát (mint I. Lajos magyar király), de annak erős ellenállása miatt nem jártak sikerrel,. Végül 1411-ben Zsigmond magyar király hivatalosan is elismerte Hrvoj Vukčić Hrvatinićet (aki Kotorban és Jajcán uralkodott) Donji Kraji birtokosának. Abban az időben Kotor és Zvečaj városok (Tijesno közelében, Banja Luka mellett) stratégiai jelentőséggel bírtak a boszniai állam védelmében. Az oszmán hódítás során a Večić-mezőn nagy csata zajlott, amelyben az oszmánok megütköztek a boszniai erőkkel, akik visszavonultak a fölényben levő ellenség elől.
Vrbanjci régi neve Plitska, azaz Gornja- és Donja-Plitska volt, abban az időben, amikor a település legnagyobb része még a Bosanka (Plitska-patak) mentén helyezkedett el. Gornja Plitska később is megtartotta a Plitska nevet, míg Donja Plitska a Vrbanja folyóról a Vrbanjci nevet kapta. A Vrbanjsko polje (Vrbanja-mező) intenzívebb betelepülése egy keskeny nyomtávú vasút és egy helyközi út megépítése után kezdődött Šiprag és Maslovar, azaz Teslić irányába. A vegyes lakosságú település 1878-ig tartozott az Oszmán Birodalomhoz, ekkor a berlini kongresszus határozata alapján az Osztrák-Magyar Monarchia része lett. 1879-ben az első osztrák-magyar népszámlálás során a Banja Luka-i járáshoz tartozó településnek 31 háztartása és 114 muszlim lakosa volt.  1910-ben a Kotor Varoš-i járáshoz tartozó településen 48 háztartást, 136 muszlim, 32 ortodox és 117 római katolikus lakost találtak. A hozzá tartozó Podstolje és Rujevica falvakkal együtt Vrbanjci községnek 137 muszlim, 340 római katolikus és 76 ortodox lakosa volt. A monarchia szétesésével 1918-ban előbb a Szerb-Horvát-Szlovén Királyság, majd 1929-től a Jugoszláv Királyság része lett. 1921-ben 510 lakosa volt, melyből 294 római katolikus, 140 muszlim és 76 ortodox volt. Az 1929-es törvény értelmében, amikor Bosznia-Hercegovinát négy banovinára, Drinskára, Vrbaskára, Zetskára és Primorskára osztották, a település a Vrbaska banovina része lett, amelynek székhelye Banja Luka volt. 
Jugoszlávia megszállása után a Független Horvát Állam (NDH) része lett. A második világháború alatt a Vrbanja tágabb területét a partizánok (harmadik és negyedik proletárdandár) többször elfoglalták, majd elveszítették. A német megszállók a csetnikekkel és az usztasákkal együttműködve (1942-ben) ismételten elfoglalták. Két német katona Staza községben történt meggyilkolása miatt Večići és környéke teljes lakosságát fogságba vetették és a jasenovaci koncentrációs táborba szállították, majd egy Banja Luka-i katolikus vezető közbenjárására a foglyok többségét elengedték. Megbízható források szerint a háború vége felé Vrbanjci volt az a hely, ahonnan a partizánok előkészületeket tettek Kotor-Varoš felszabadítására, mely a nyugat felé visszavonuló usztasa és csetnik erők egyik utolsó fellegvára volt.
A második világháború után 1992-ig a szocialista Jugoszlávia részeként a Bosznia-Hercegovinai Népköztársasághoz tartozott. A boszniai háború során 1992 októberében a szerb hadsereg kiűzte a teljes bosnyák és horvát lakosságot. 1992 tavaszán a boszniai szerb erők megkezdték az etnikai tisztogatást az egész boszniai Krajinában. A bosnyákokat és horvátokat tömegesen gyilkolták meg, a többieket száműzték. Településeiket teljesen elpusztították, akárcsak a Vrbanja-völgy más részein, Kruševo Brdótól a folyó orbászi torkolatáig. Az üldözés alatt és után 15 vrbanjci horvátot öltek meg. Az összes horvát és bosnyák tulajdonú ház elpusztult és leégett, beleértve a vrbanjci plébániához tartozó katolikus templomot és a vrbanjci mecsetet is. A boszniai háborút lezáró daytoni békeszerződést követő területfelosztásnál Kotor-Varoš község részeként a Szerb Köztársaság területéhez került.

## Nevezetességei
- A régi vrbanjci mecset az osztrák-magyar uralom idején épült. 1992. júliusában a Vrbanjci mecsetet teljesen elpusztították, a mecsetet felgyújtották, a minaretet felrobbantották, a helyszínt elsimították, minden építőanyagot elvittek. Az egyetlen rész a föld felett maradta lerombolt minaret masszív (kb. 2,5 m magas) csonkja és kör alakú alapja volt. A minaret müezzin-erkélye (sheref), a csonk mellett a földön hevert.[17] A mecsetet a háború után teljesen újjáépítették, ünnepélyes avatása 2003. július 19-én volt.[18]

- A Vrbanjci Római Katolikus Egyházközség 1883. szeptember 25-én a Banja Luka-i Egyházmegye akkori apostoli adminisztrátora, Josip Stadler érsek rendeletével független káplánságként vált el Kotorišćétől. Az első plébániatemplom 1887-ben, a mai plébániatemplom 1938-ban épült. Befejezését a második világháború szakította meg, amire csak 1985-ben került sor. 1992-ben, amikor a vrbanjai mecsetet is lerombolták a szerb félkatonai erők, a katolikus templom is súlyosan megrongálódott. Az épületből csak az eső áztatta főfalak álltak. A templomot a háború után teljesen felújították és 2012. október 7-én ünnepélyesen megáldották.[19]

## Fordítás
- Ez a szócikk részben vagy egészben  a   Vrbanjci című bosnyák Wikipédia-szócikk ezen változatának fordításán alapul.  Az eredeti cikk szerkesztőit annak laptörténete sorolja fel. Ez a jelzés csupán a megfogalmazás eredetét és a szerzői jogokat jelzi, nem szolgál a cikkben szereplő információk forrásmegjelöléseként.